# Diocèse de Worcester
Ne doit pas être confondu avec Diocèse de Worcester (États-Unis).
Le diocèse de Worcester (en anglais : diocese of Worcester) est un diocèse anglican de la Province de Cantorbéry, fondé vers 680. Son siège est la cathédrale de Worcester.
Il est divisé en deux archidiaconés, à Worcester même et Dudley.